# Вербицька сільська рада (Ріпкинський район)
Ве́рбицька сільська́ ра́да — адміністративно-територіальна одиниця та орган місцевого самоврядування в Ріпкинському районі Чернігівської області. Адміністративний центр — село Вербичі.

## Загальні відомості
Вербицька сільська рада утворена у 1987 році.
- Територія ради: 33,55 км²
- Населення ради: 566 осіб (станом на 2001 рік)

## Населені пункти
Сільській раді були підпорядковані населені пункти:
- с. Вербичі

## Склад ради
Рада складалася з 14 депутатів та голови.
- Голова ради:
- Секретар ради: Авраменко Наталія Леонідівна

### Керівний склад попередніх скликань
| Прізвище, ім'я, по батькові | Основні відомості                                                                       | Дата обрання | Дата звільнення |
| --------------------------- | --------------------------------------------------------------------------------------- | ------------ | --------------- |
| Чечотенко Віктор Григорович | Сільський голова, 1960 року народження, освіта середня спеціальна, член Народної партії | 26.03.2006   | 31.10.2010      |
| Чечотенко Віктор Григорович | Сільський голова, 1960 року народження, освіта середня спеціальна, безпартійний         | 31.10.2010   | 27.02.2015      |

Примітка: таблиця складена за даними сайту Верховної Ради України

### Депутати
За результатами місцевих виборів 2010 року депутатами ради стали:

#### За суб'єктами висування
| Суб'єкт висування | Кількість обраних депутатів | %  |
| ----------------- | --------------------------- | -- |
| Партія регіонів   | 7                           | 50 |
| Самовисування     | 7                           | 50 |

#### За округами
| № округу        | Прізвище, ім'я, по батькові      | Дата визнання обраним | Освіта  | Партійна приналежність                        | Відомості про обраного депутата                              |
| --------------- | -------------------------------- | --------------------- | ------- | --------------------------------------------- | ------------------------------------------------------------ |
| Партія регіонів |                                  |                       |         |                                               |                                                              |
| 1               | Соловей Наталія Василівна        | 02.11.2010            | середня | позапартійна                                  | територіальний центр смт Ріпки, соціальний працівник         |
| 2               | Ходованець Тетяна Михайлівна     | 02.11.2010            | середня | член Партії регіонів                          | загальноосвітня школа с. Вербичі, техпрацівниця              |
| 4               | Самойлович Алла Михайлівна       | 02.11.2010            | середня | позапартійна                                  | фельдшерсько-акушерський пункт с. Великі Осняки, завідувачка |
| 5               | Соловей Світлана Нифонтівна      | 02.11.2010            | вища    | позапартійна                                  | фермерске господарство «Крокус», головний бухгалтер          |
| 7               | Авраменко Наталія Леонідівна     | 02.11.2010            | середня | позапартійна                                  | Вербицька сільська рада, секретар                            |
| 8               | Самойлович Світлана Іванівна     | 02.11.2010            | середня | позапартійна                                  | загальноосвітня школа с. Вербичі, педагог організатор        |
| 11              | Шугалій Ганна Іванівна           | 02.11.2010            | середня | позапартійна                                  | Вербицька сільська рада, головний бухгалтер                  |
| Самовисування   |                                  |                       |         |                                               |                                                              |
| 3               | Ященко Володимир Михайлович      | 02.11.2010            | середня | позапартійний                                 | Вербицька сільська рада, прибиральник службових приміщень    |
| 6               | Колениченко Микола Григорович    | 10.01.2011            | середня | член Всеукраїнського об'єднання «Батьківщина» | тимчасово не працює                                          |
| 9               | Сухорабська Наталія Володимиріва | 02.11.2010            | середня | член Всеукраїнського об'єднання «Батьківщина» | Вербицький ветеринарний пункт, молодша медична сестра        |
| 10              | Соловей Сергій Петрович          | 02.11.2010            | середня | позапартійний                                 | ТОВ"Зотік", охоронник                                        |
| 12              | Андризянова Раїса Миколаївна     | 02.11.2010            | середня | позапартійна                                  | фермерске господарство «Крокус», доярка                      |
| 13              | Хвост Ніна Володимирівна         | 02.11.2010            | середня | позапартійна                                  | фермерске господарство «Крокус», прибиральниця               |
| 14              | Мазуленко Валентина Михайлівна   | 02.11.2010            | середня | член Народної партії                          | пенсіонер                                                    |